# Rainmen d'Halifax
Les Rainmen d'Halifax sont une franchise de basket-ball basée à Halifax, Nouvelle-Écosse et faisant partie de la Ligue nationale de basketball du Canada.

## Histoire
L'American Basketball Association annonce le 23 août 2006, que la ville de Halifax a été choisie pour l'implantation d'une franchise d'expansion pour la saison 2007-2008. Un concours local est organisé auprès des fans afin de trouver un nom à l'équipe. Le 19 décembre 2006, la direction du club annonce que le nom choisi est celui des Rainmen d'Halifax.
Les Rainmen accueillent le All-Star Game ABA 2007 10 mois avant que l'équipe ne dispute son premier match. Joe Newman, le président de la ligue, estimant que c'est une bonne façon de promouvoir le basket-ball canadien.
Le 30 mai 2007, l'équipe annonce qu'elle disputera ses rencontres à domicile au Halifax Metro Centre, ainsi que l'entraîneur de l'équipe Kevin MaBone. Mabone est remplacé peu de temps après pour raisons familiales par Rick Lewis. Shannon Hansen et Daniel Freiberg rejoignent Lewis en tant qu'assistants.
Le 19 mars 2008, les Rainmen quittent l'ABA en raison de désaccords entre le propriétaire et la direction de la ligue. L'équipe annonce son intention de rejoindre la NBA Development League. Le président de la D-League Dan Reed, visite Halifax et le Metro Centre. Alors qu'il se dit impressionné par la ville, le propriétaire et la salle, il estime qu'en raison des coûts de transports notamment, une arrivée de la franchise lors de la saison 2008-2009 ne serait pas possible, une expansion de la ligue étant plus probable pour la saison 2009-2010 Le 23 juin, les Rainmen rejoignent alors la Premier Basketball League.
Après trois saisons en PBL, et à la suite de divers conflits avec la direction de la Premier Basketball League, les Rainmen, les Mill Rats de Saint-Jean et les Kebekwa de Québec créent la Ligue nationale de basketball du Canada. Les Rainmen sont l'une des sept équipes de la saison inaugurale de cette ligue avec le Lightning de London, les Miracles de Moncton, le Power d'Oshawa et le Storm de Summerside.